# Technivorm
Technivorm is een fabrikant van huishoudapparatuur in de Nederlandse plaats Amerongen. Het familiebedrijf levert diverse koffiezetapparaten voor thuis- en professioneel gebruik, evenals een koffiemolen. Internationaal is het vooral bekend als producent van het koffiezetapparaat Moccamaster.

## Geschiedenis
Industrieel ontwerper Gerard Smit begon het bedrijf in 1964. Aanvankelijk maakte hij trappen en stellingen, maar in 1965 introduceerde hij een koffiemolen. Dit leidde tot een samenwerking met koffieproducent Douwe Egberts (DE). 
In 1968 kwam Smit met het ontwerp voor een koffiezetapparaat: de Moccamaster. Deze kwam in 1969 op de markt en werd door de samenwerking met DE een succes. Doordat het apparaat een prominente plek kreeg in de spaarpuntenregeling van DE werden er in de eerste zes jaar al meer dan 150.000 verkocht. In 1975 dreigde de anti-cadeauwet de samenwerking met de koffiebrander te dwarsbomen. Omdat Technivorm vrijwel volledig afhankelijk was van de afname door DE, zou dit de ondergang van Technivorm kunnen betekenen.
Het apparaat werd ook populair buiten Nederland, met name in Scandinavische landen, Duitsland en de Verenigde Staten. In 2017 werd het tien miljoenste exemplaar verkocht.
In 2005 werd Ina ten Donkelaar benoemd tot directeur. Oprichter Smit overleed in 2018.